# Ludwig Sittenfeld
Ludwig Sittenfeld (* 15. Dezember 1852 in Liegnitz, Provinz Schlesien, Königreich Preußen; † 14. März 1910 in Breslau, Provinz Schlesien, Deutsches Reich) war ein schlesischer 
Dialektdichter, Schriftsteller und Kaufmann.

## Leben
Er stammte aus einer jüdischen Familie. Die Eltern waren Fritz Sittenfeld und Emma, geborene Zwettels. Ludwig Sittenfeld besuchte die Ritterakademie in Liegnitz, nach dem Umzug der Familie nach Breslau seit 1863 dann die dortige Realschule zum heiligen Geist.
Danach war er als Fabrikant und Händler von Wollwaren und Tuchen tätig.
Ludwig Sittenfeld lebte zeitweise in Berlin und Neurode in Schlesien.
Seit 1874 war er als Kaufmann in Breslau. 1882 heiratete er Klara Gassman in Gleiwitz, die Ehe blieb kinderlos.
Seit 1894 widmete er sich vor allem dem Schreiben.
Ludwig Sittenfeld war Redakteur der Monatsberichte des Vereins Schlesische Dichterschule (später Der Osten). Er war auch im Humboldt-Verein für Volksbildung aktiv, der einkommensschwachen Bevölkerungsgruppen den Zugang zu Bildung und Kultur ermöglichte.

## Publikationen
Ludwig Sittenfeld verfasste einige Theaterstücke sowie eine Sammlung schlesischer Dichtungen und eine Geschichte der Breslauer Theater.
Dramen
- Donnerstag, 1878, Lustspiel
- Johanne. Charakterbild in 1 Act, 1900
- Neie Kartoffeln, 1903, drei Einakter in schlesischer Mundart
- Um Luft und Licht, 1905, Drama in 4 Akten

Weitere Schriften
- Schläsche Quellbürndel. Eine Auslese schlesischer Dichtungen, 1901, Neuauflage 1905
- Geschichte des Breslauer Theaters von 1841 bis 1900, 1909 Digitalisat